# Julian Kawohl

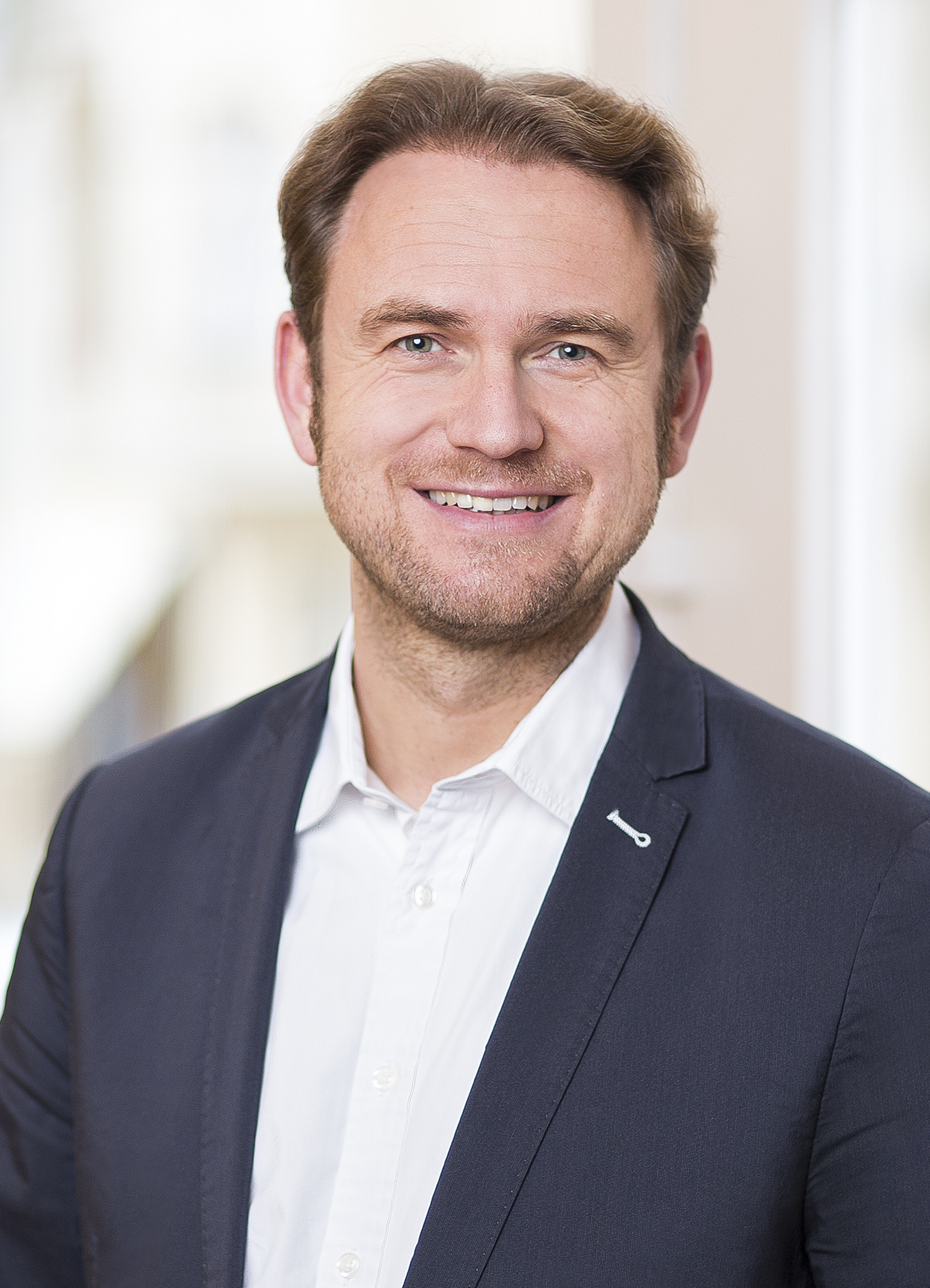
Julian Kawohl (2015)

Julian M. Kawohl (* 4. Juni 1979 in Gehrden) ist ein deutscher Professor für Strategisches Management und Case Studies an der Hochschule für Technik und Wirtschaft (HTW) Berlin.

## Leben
Nach seinem Abitur 1999 am Geschwister-Scholl-Gymnasium Ludwigshafen, Rheinland-Pfalz studierte er Betriebswirtschaftslehre an der Universität Mannheim und der Western Carolina University Cullowhee, North Carolina.
Als wissenschaftlicher Mitarbeiter an der Westfälischen Wilhelms-Universität Münster promovierte er mit Auszeichnung auf dem Gebiet der Lösungsorientierung von Handelsunternehmen am Lehrstuhl für BWL, insbes. Distribution und Handel von Dieter Ahlert.
Bis 2014 war Kawohl in diversen Strategie- und Managementfunktionen bei der AXA Konzern AG tätig. Dort verantwortete er zuletzt den Bereich Konzernentwicklung und war Mitglied im Leadership-Team der Top 80 Senior Manager.
Im April 2015 folgte die Berufung auf die Professur für Strategisches Management und Case Studies an der HTW Berlin.

## Forschung
Zentrale inhaltliche Zielsetzung von Julian Kawohl als Professor für Strategisches Management und Case Studies ist aufzuzeigen, welche Möglichkeiten für etablierte Unternehmen bestehen, um sich und ihre Geschäftsmodelle nachhaltig in moderne, innovative und agile Organisationen zu transformieren. Durch die Nutzung von Case Studies und anderer praxisnaher Methoden sollen dabei praxisorientierte und umsetzungsfähige Erkenntnisse generiert werden. Dies bezieht sich auf folgende Schwerpunkte
- Strategic Business Transformation
- Rolle, Tools und Prozesse des Strategen der Zukunft
- Foresight- und Trendmanagement
- (Corporate) Innovation Management
- (Corporate-Startup) Partnerships, Networks und Entrepreneurship
- Leadership, Macht und Politik in Unternehmen
- Umsetzungs- und Komplexitätsmanagement
- Übertragung von Konzepten des Strategischen Management auf andere Einsatzfelder (Sport, Politik, NGOs, Kirchen)

## Weitere Aktivitäten
Um die Forschungsaktivitäten eng mit der Praxis zu vernetzen, initiierte er im Juli 2015 als Ideengeber und Juryvorsitzender den Corporate Startup Award. Die Veranstaltung ist Plattform für die besten Projekte in der Zusammenarbeit zwischen etablierten Unternehmen (Corporates) und Startups, die im Rahmen dieses Events ausgewählt und prämiert. Darüber hinaus ist Julian Kawohl Speaker auf Konferenzen sowie Interviewpartner und Gastautor in diversen Medien.